# کیلاکیوا (هاوایی)
کیلاکیوا (به انگلیسی: Kealakekua) یک منطقهٔ مسکونی در ایالات متحده آمریکا است که در هاوایی واقع شده‌است. کیلاکیوا ۱۸٫۷ کیلومتر مربع مساحت و ۲٬۰۱۹ نفر جمعیت دارد و ۴۳۵ متر بالاتر از سطح دریا واقع شده‌است.